# Actia cinerea
Actia cinerea là một loài ruồi trong họ Tachinidae.